# Rigas centralstation

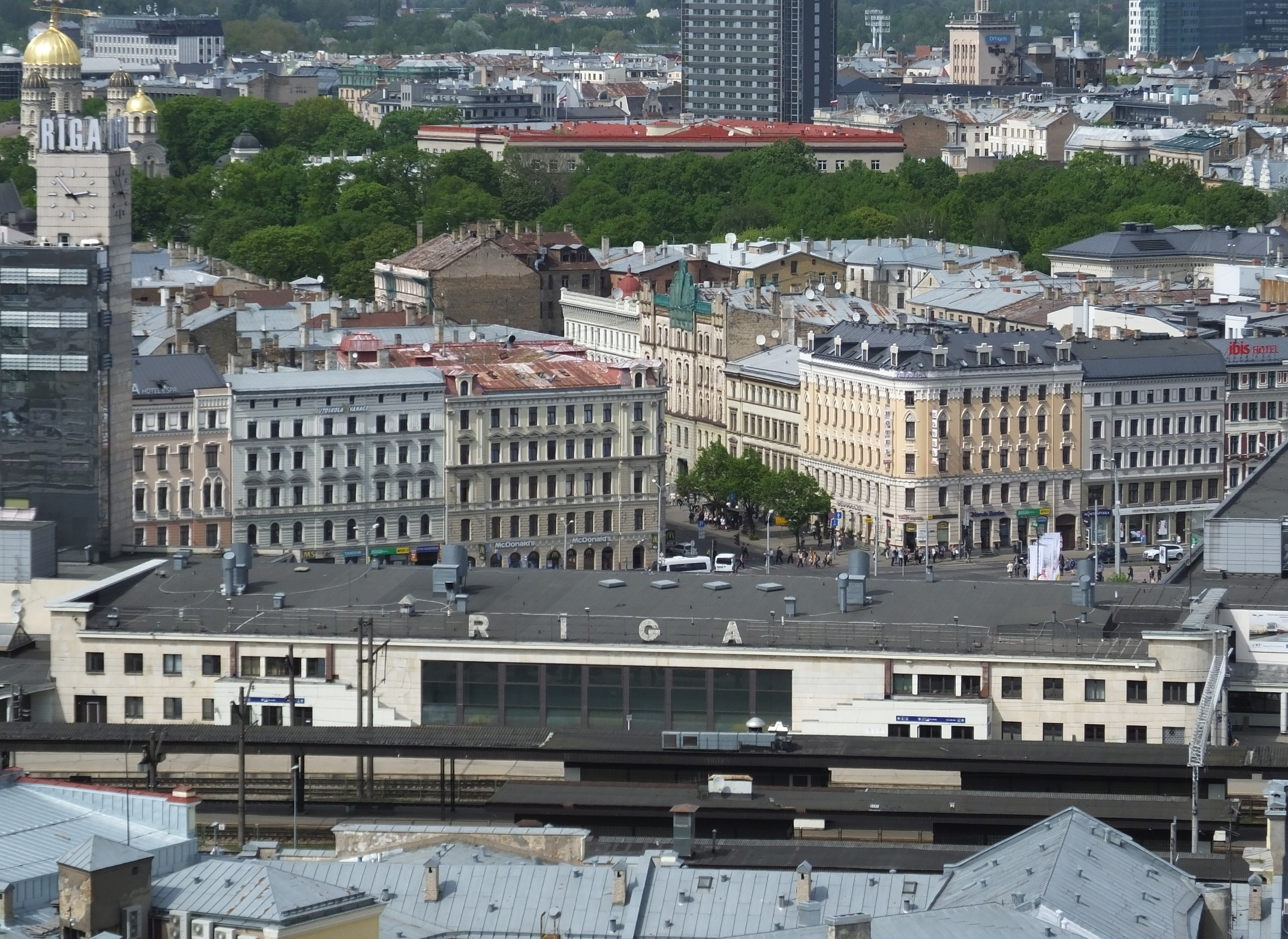
Centralstationen

Rigas centralstation (lettiska: Rīgas Pasažieru stacija) är huvudstationen för järnvägen i Riga i Lettland.
Stationen är slutstation för flera järnvägslinjer:
- norrut mot Saulkrasti och Skulte
- nordostut till Lugaži och över gränsen till Estland i Valka
- sydostut mot Plavinas–Krustpils, och därefter Rēzekne–Zilupe eller Daugavpils
- sydvästut mot Jelgava och Liepāja
- västerut mot Jurmala och Tukums

Innan järnvägsbron var klar 1914, ankom alla tåg i gatunivån till den station, som då hette Riga I. Samtidigt som järnvägsbron byggdes också en nyare stationsdel med perronger på en övre och nuvarande nivå, då benämnd Rīga galvenā ("Rigas huvudbangård"). Tillsammans hette stationerna Rīgas Pasažieru stacija.
Under andra världskriget skadades både stationsbyggnad, spår och utrustning. År 1947 var återuppbyggnaden klar. Därefter gjordes en ombyggnad 1959, varefter stationsdelen i gatunivå utmönstrades.

## Byggnader

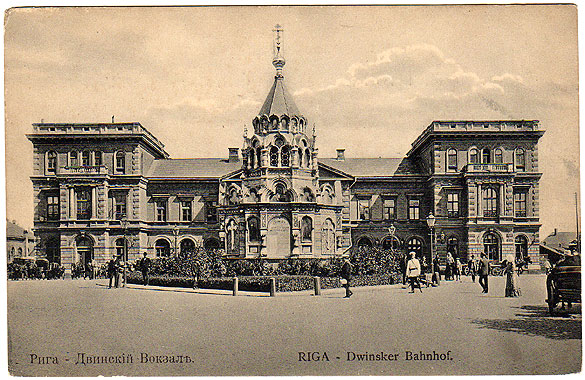
Den första stationsbyggnaden, Riga Dvinsk Station, omkring 1910

Den första järnvägsstationen ritades för linjen till Jūrmala av Johann Felsko och byggdes 1861. Den utvidgades 1885 efter ritningar av Heinrich Scheel. Från 1870-talet fanns också en andra station, den för linjen till Daugavpils. De båda stationerna slogs samman till en enda 1914. Den nuvarande stationen tillkom på 1960-talet. Den första delen var klar 1960 efter ritningar av V. Kuznetsov och V. Tsipulin. En andra del genomfördes till 1965.
Det finns idag planer att grundligt bygga om stationen i samband projektet Rail Baltica. I mars 2017 utvaldes ett förslag till ombyggnad av de danska företagen PLH Arkitekter och 
Cowi AS.

## Bildgalleri

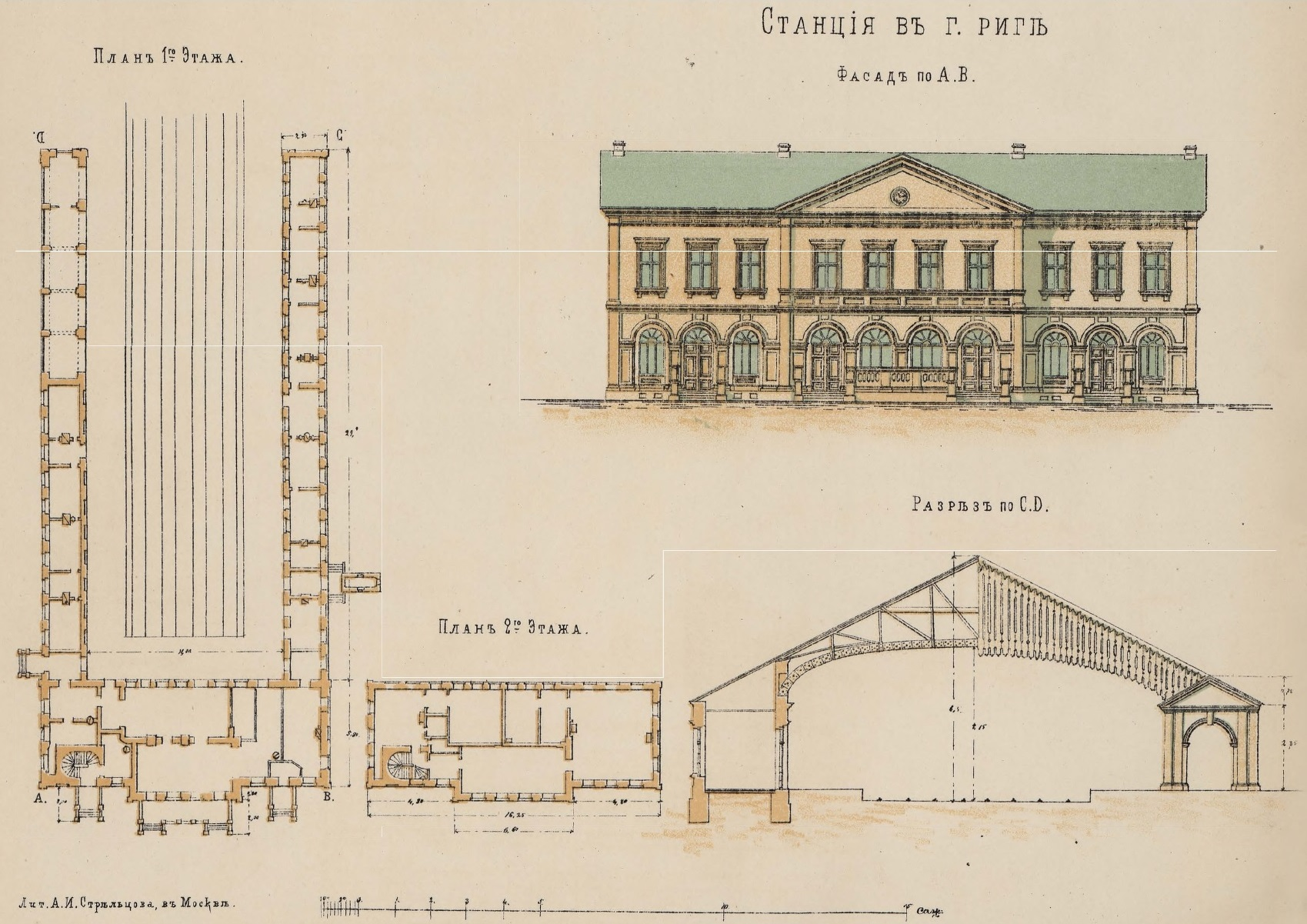
Ritning för Stationsbyggnad Riga–Dinaburg järnväg 1872
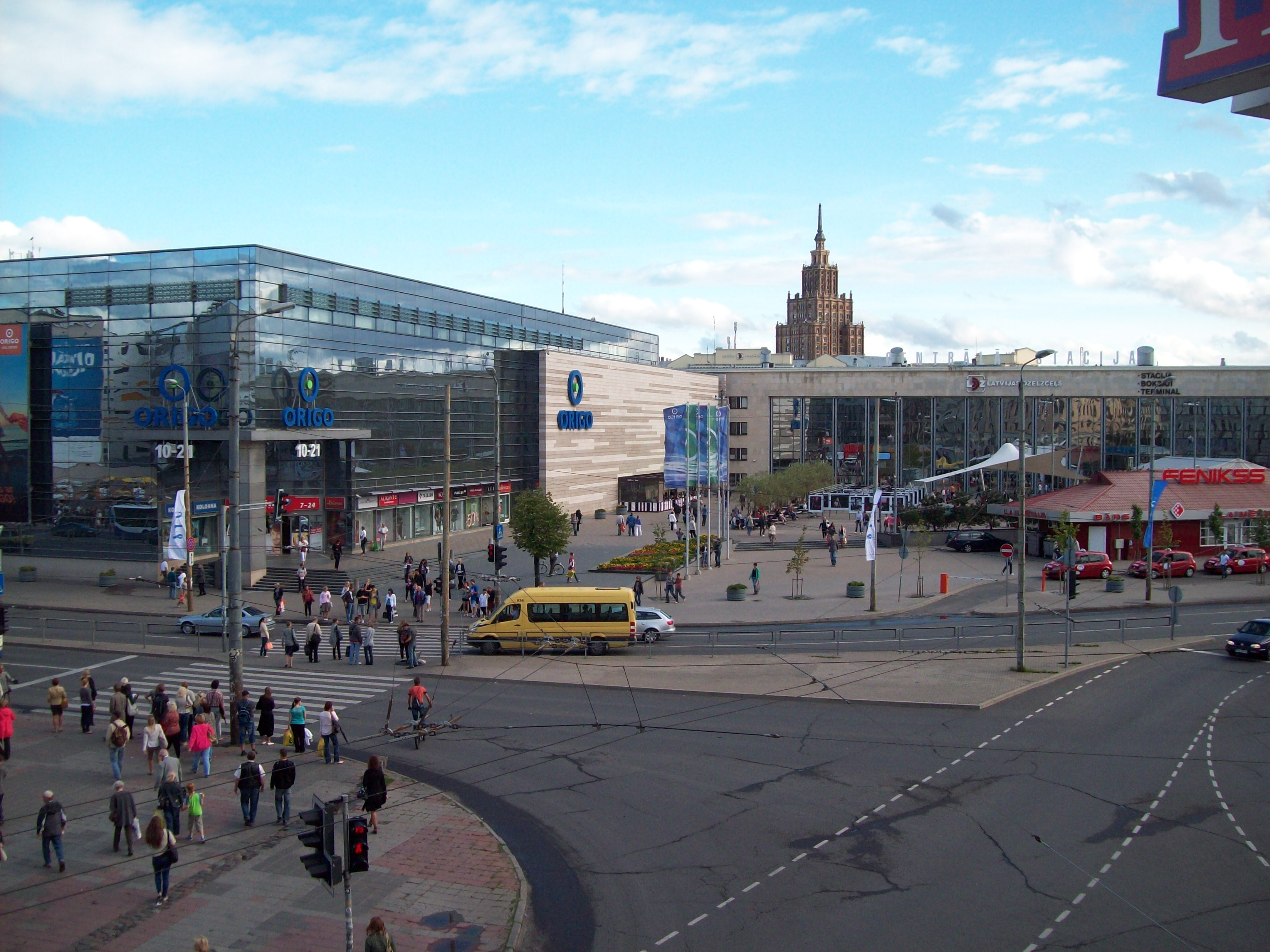
Stationstorget
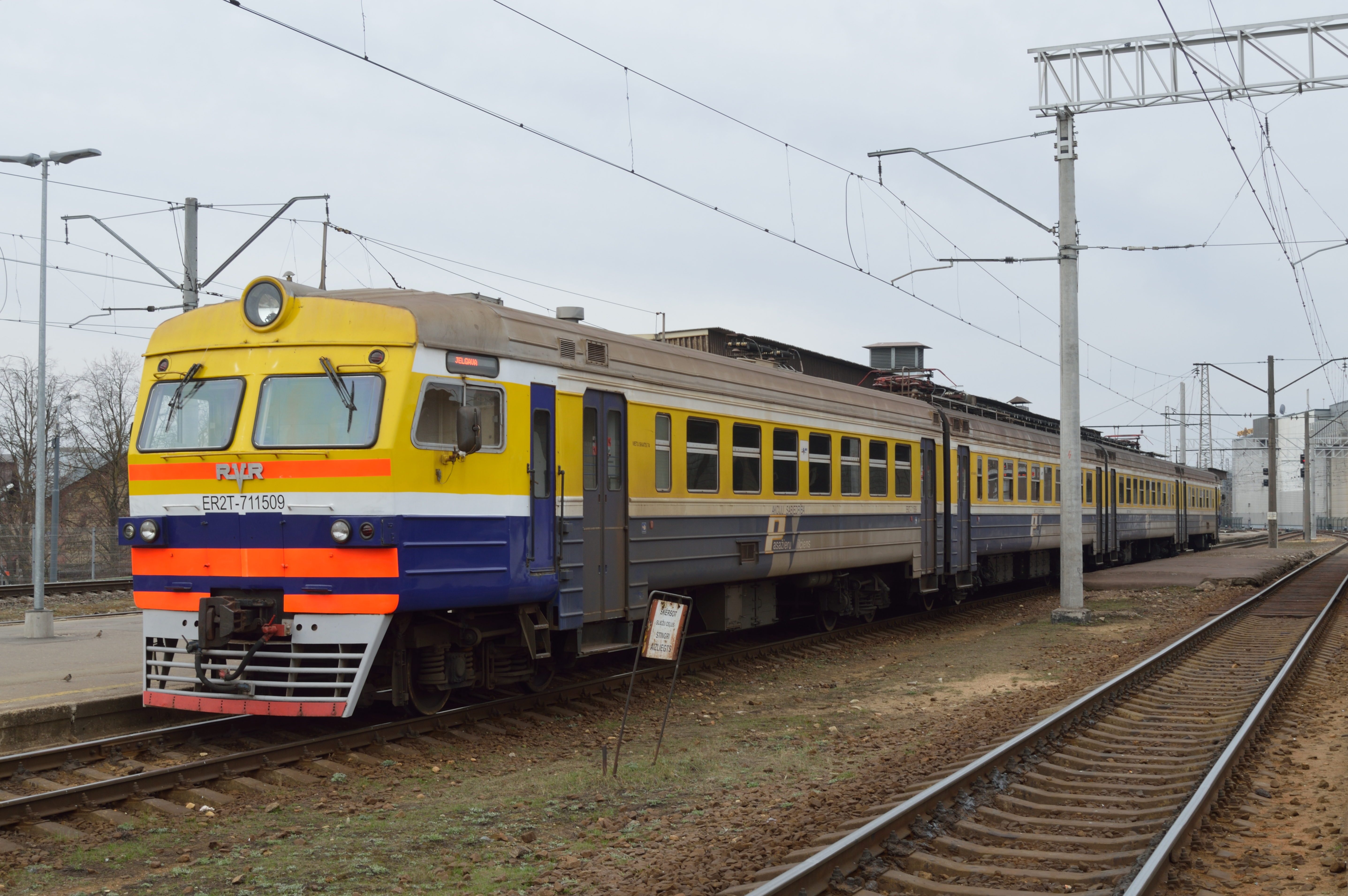
Passagerartåg till Jelgava, byggt av Rigas vagnbyggnadsfabrik